# Lá Vem o Negão
"Lá Vem o Negão" é uma canção da banda brasileira Cravo e Canela que foi lançada como single de trabalho do álbum Sabor de Paz, de 1993.
De autoria do músico Zelão, a canção, que foi uma das mais tocadas no país em 1995, rendeu ao grupo o Troféu Imprensa de “Melhor Música”.

## Na cultura popular
- Em 1994, o grupo musical Mamonas Assassinas fez uma paródia da canção, intitulada "Lá Vem o Alemão", presente em seu primeiro e único álbum de estúdio.[7]
- Em 1996, a música ganhou uma paródia que foi usada em um anúncio da Nestlé Milkybar. A letra do comercial dizia: "Lá vem o neguinho, todo gostosinho. Milkybar, Milkybar, Milkybar..."[8]

## Regravações por outros artistas
- Em 2020 o Art Popular regravou a mpúsica em seu álbum Artpopuloucos.

## Prêmios e indicações
| Ano  | Prêmio          | Categoria     | Resultado | Ref.  |
| ---- | --------------- | ------------- | --------- | ----- |
| 1995 | Troféu Imprensa | Música do ano | Venceu    | [ 6 ] |

Inclusão em listas/rankings
- 2020 - 12 hinos do pagode dos anos 90: Portal Terra[2]